# Neruda (cràter)
Neruda és un cràter d'impacte en el planeta Mercuri de 112 km de diàmetre. Porta el nom del poeta xilè Pablo Neruda (1904-1973), i el seu nom va ser aprovat per la Unió Astronòmica Internacional el 2008.